# Bérat
Bérat – miejscowość i gmina we Francji, w regionie Oksytania, w departamencie Górna Garonna.
Według danych na rok 1990 gminę zamieszkiwały 1153 osoby, a gęstość zaludnienia wynosiła 47 osób/km² (wśród 3020 gmin regionu Midi-Pireneje Bérat plasuje się na 302. miejscu pod względem liczby ludności, natomiast pod względem powierzchni na miejscu 428.).